# 北海道道880号上音标音标线
北海道道880号上音标音标线（日语：北海道道880号上音標音標線）是一条位于北海道枝幸町内的普通道级道路（北海道道）。

## 道路概况
- 起点：北海道枝幸郡枝幸町上音標（＝北海道道120号美深中頓別線交点）
- 終点：北海道枝幸郡枝幸町音標（＝国道238号交点）
- 总長：19.7千米

## 经过的自治体
- 宗谷综合振兴局
  - 枝幸郡枝幸町

## 主要连接道路
- 枝幸町
  - 北海道道120号美深中顿别线
  - 国道238号

## 历史
- 1976年3月31日 路線勘定。

## 其他
- 起点附近有部分路段未进行道路敷设，因此冬季禁止通行。